# Bataille de Haouza (1984)
Pour les articles homonymes, voir Bataille de Haouza.
Guerre du Sahara occidental
Batailles
La bataille de Haouza est livrée le 25 novembre 1984 dans le secteur d'Haouza pendant la guerre du Sahara occidental. Dans le cadre de son offensive Grand-Maghreb, le Polisario attaque le mur des sables défendu par les forces armées royales marocaines.

## Contexte

Étapes de construction du mur des sables.

Les forces du Polisario, parties de Tifariti, regroupent trois bataillons d'infanterie et deux bataillons blindés, soit 50 chars T-55, 50 blindés BMP-1 et 1 500 à 2 500 hommes. Elles utilisent des missiles Malyutka 9M14, des lance-roquettes multiples BM-11 (y compris sur des véhicules légers), des mortiers de 160 mm (en) et même des mortiers de 240 mm selon les Marocains.
Les unités d'intervention marocaines viendront de Smara et de Haouza. Le secteur d'Haouza est sous le commandement du colonel Abid Tria.

## Déroulement
La bataille de 7 h 30 à 13 h. Le Polisario attaque les points d'appui marocains derrière le mur mais l'arrivée en renfort des unités d'intervention brise l'attaque sahraouie.

## Bilan et conséquences
Le communiqué du Polisario revendique 72 Marocains tués et 140 autres blessés tandis que le communiqué marocain annonce que 14 militaires ont été tués et 38 blessés et estime les pertes du Polisario à 114 hommes. Quelques jours après le combat, le colonel Abid Tria explique que les Marocains ont perdu 15 tués tandis que le Polisario aurait perdu 8 T-55 et 2 BMP-1. Les carcasses d'un T-55 et de 6 autres véhicules sont visibles 2 km devant la ligne de défense marocaine. Parmi ces véhicules l'un est armé d'une mitrailleuse lourde KPV.

### Sources bibliographiques
1. ↑  Verniot, p. 668.
2. 1 2  Merini, p. 482.
3. ↑  Merini, p. 483.